# نيازي كوكي
نيازي كوكي (بالفنلندية: Njazi Kuqi)‏ (25 مارس 1983 صربيا - ) هو لاعب كرة قدم فنلندي، يلعب كمهاجم.

## روابط خارجية
- نيازي كوكي على موقع الاتحاد الدولي (مؤرشف)  (الإنجليزية)
- نيازي كوكي على موقع إي إس بي إن إف سي (الإنجليزية)
- نيازي كوكي على موقع قاعدة بيانات كرة القدم.إي يو (الإنجليزية)
- نيازي كوكي على موقع ناشيونال فوتبول تيمز (الإنجليزية)
- نيازي كوكي على موقع Soccerbase.com (لاعب) (الإنجليزية)
- نيازي كوكي على موقع Soccerway.com (الإنجليزية)
- نيازي كوكي على موقع عالم كرة القدم.نت (الإنجليزية)